# Kazakhstan al Festival de la Cançó d'Eurovisió Júnior
Kazakhstan va ser un dels països que va debutar al Festival de la Cançó d'Eurovisió Júnior en 2018.
El 24 de maig de 2018, la televisió pública del Kazakhstan va confirmar el seu debut al Festival de la Cançó d'Eurovisió Júnior 2018, el qual va suposar la seva primera participació en aquest festival.

## Història
El 25 de novembre de 2017, Channel 31 de Kazakhstan va revelar la seva intenció de participar al Festival de la Cançó d'Eurovisió Junior 2018. Les reclamacions inicials van sorgir el 22 de desembre de 2017 tant del ministre de Cultura i Esports kazakh, Arystanbek Muhamediuly, com del director general del Canal 31, Bagdat Kodzhahmetov, al·legant que Kazakhstan havia sol·licitat ser membre de l'UER, amb l'esperança de participar-hi. tant al Festival de la Cançó d'Eurovisió com al Festival de la Cançó d'Eurovisió Júnior. Kodzhahmetov va convidar Daneliya Tuleshova, guanyadora de la quarta temporada de la versió ucraïnesa de The Voice Kids, a participar en el procés de càsting per representar Kazakhstan al Festival de la Cançó d'Eurovisió Junior. L'endemà, però, l'EBU va fer una declaració rebutjant la possibilitat que Kazakhstan esdevingués membre actiu de l'EBU, a causa del fet que Kazakhstan no es troba ni dins de l'Àrea Europea de Radiodifusió ni del Consell d'Europa.

## Participació
Llegenda
| Any                                   | Seu      | Artista                            | Cançó                        | Lloc | Punts |
| ------------------------------------- | -------- | ---------------------------------- | ---------------------------- | ---- | ----- |
| 2018                                  | Minsk    | Daneliya Tuleshova                 | «Ózińe Sen»                  | 6    | 171   |
| 2019                                  | Gliwice  | Yerzhan Maksim                     | «Armanyńnyan Qalma»          | 2    | 227   |
| 2020                                  | Varsòvia | Karakat Bashanova                  | «Forever»                    | 2    | 152   |
| 2021                                  | París    | Beknur Jánibekuly & Álınur Khamzin | «Ertegı Älemı (Fairy World)» | 8    | 121   |
| 2022                                  | Erevan   | David Charlin                      | «Jer-Ana (Mother Earth)»     | 15   | 47    |
| No hi va participar entre 2023 i 2024 |          |                                    |                              |      |       |